# Ladislav Stano
Ladislav Stano (21. května 1888, Ružomberok (maď. Rózsahegy) – 4. března 1980, Holíč) byl slovenský salesiánský duchovní a pedagog, v letech 1924–1926 ředitel prvního československého salesiánského vzdělávacího ústavu v Šaštíně poblíž Senice. Mezi roky 1933–1937 zastával post správce šaštínské farnosti.

## Život
Pocházel z města Ružomberok v tehdejší Liptovské župě, kde se narodil do rodiny Jozefa Stana a Žofie, rozené Labajové. Jeho starší bratr Leopold Stano (1876–1950) byl rovněž římskokatolickým duchovním, který působil jako administrátor v Kvačanoch u Liptovského Mikuláše (1909–1950) a děkan na středním Liptově (1920–1950). Lidovou školu a gymnázium absolvoval v Ružomberku, roku 1905 pak odešel do Itálie, kde se zapsal na salesiánské gymnázium v Cavaglii. Do noviciátu nastoupil roku 1908 v Lombriascu, zde přijal svátost biřmování a dne 29. září 1908 složil do rukou salesiánského rectora major Michaela Rua (1837–1910) své první řeholní sliby.
V součinnosti se studiem teologie a filosofie se během svého italského pobytu soustředil na pedagogickou činnost ve městech Ivrea, Cavaglià i v ústředním salesiánském domě v Turíně. Věčné sliby složil roku 1911 do rukou nového salesiánského generála Paola Albera (1852–1921), kněžské svěcení pak obdržel 26. září 1915 v sardinském Lanusei, kde byl coby rakousko-uherský občan během první světové války internován. Po skončení války byl přeložen do Říma a počátkem 20. let 20. století se stal asistentem a následně ředitelem salesiánského ústavu v piemontském městečku Perosa Argentina, kde bylo vyučováno na 500 chlapců ze Slovenska. V roce 1924 byl ústav přenesen do Šaštína v nově vzniklém Československu, přičemž Stano byl jmenován jeho prvním ředitelem. Ve funkci setrval do roku 1926, kdy se ujal pozice ústavního ekonoma a následujícího roku přijal úlohu duchovního správce v nově zřízeném salesiánském domě ve Vrábľoch; zároveň působil coby zpovědník v Hronském Beňadiku (1929–1930) a Šaštíně (1930–1950). Mezi roky 1933–1937 zastával post správce šaštínské farnosti.
Po zahájení Akce K v dubnu 1950 měl být internován v Pezinku, ale protože byl už v důchodovém věku, byl poslán na výpomoc do farnosti Oreské a od roku 1952 až do své smrti v roce 1980 sloužil coby duchovní správce a zpovědník řeholních sester Svatého Kříže v domově důchodců v Holíči. Zemřel 4. března 1980, jeho ostatky byly pohřbeny na hřbitově v Šaštíně.